# Alexandre Ganoczy
Alexandre Ganoczy, vlastním jménem Sándor Gánóczy, (* 15. dubna 1928, Budapešť) je maďarský katolický teolog a dogmatik. Přednášel na vysokých školách v Německu a Francii. Žije v Dauphin, v Alpes-de-Haute-Provence.

## Životopis
Sándor Gánóczy studoval teologii v Budapešti, Paříži a Římě. V roce 1953 byl vysvěcen na kněze a dalších devět let pracoval jako duchovní. Promoval v roce 1963 na Gregorianě. Od roku 1967 vyučoval na univerzitě v Münsteru dogmatiku. V roce 1969 promoval z filozofie na Sorbonně. Na univerzitě ve Würzburgu vyučoval dogmatiku od roku 1972, v roce 1996 byl jmenován emeritním profesorem. Byl také profesorem na Institut Catholique de Paris.
V letech 1978 až 1990 byl členem Ökumenischer Arbeitskreis evangelischer und katholischer Theologen v Německu a fungoval jako poradce papežské rady pro jednotu křesťanů.
Ve své práci se zaměřuje na dialog s přírodními vědami; zaobíral se úvahami o teorii relativity, kvantové mechanice, evoluční teorii i teorii vzniku vesmíru. Podrobně se také zabýval Kalvínem. Publikoval mnoho prací ve Německu, Francii i Maďarsku. Byl oceněn několika čestnými doktoráty.

## Dílo (výběr)
- La doctrine catholique des sacrements, 1988
- Théologie de la nature, 1988
- Die Hermeneutik Calvins : geistesgeschichtl. Voraussetzungen u. Grundzüge, Alexandre Ganoczy a Stefan Scheld, Wiesbaden : Steiner 1983
- Calvins handschriftliche Annotationen zu Chrysostomus : e. Beitr. zur Hermeneutik Calvins, Alexandre Ganoczy a Klaus Müller, Wiesbaden : Steiner 1981
- Le jeune Calvin : Genèse et évolution de sa vocation réformatrice, Wiesbaden : F. Steiner 1966